# Reifenaufstandsfläche

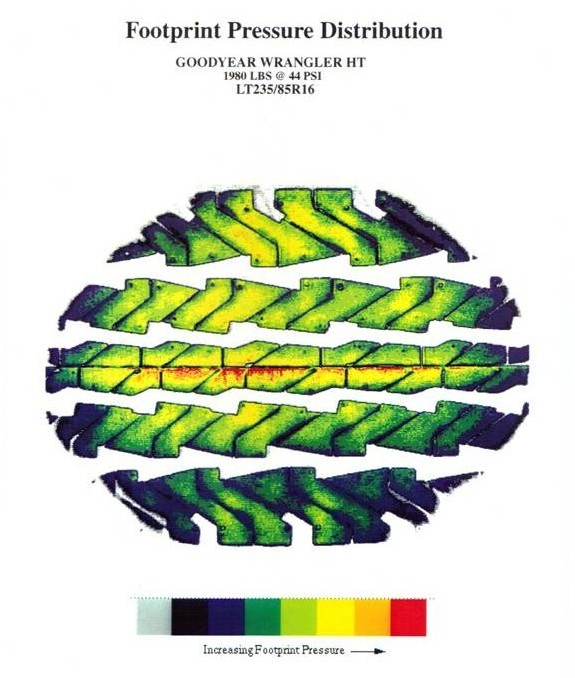
Abdruck des Reifens, Druckverteilung farblich gekennzeichnet

Die Reifenaufstandsfläche oder der Latsch ist derjenige Teil des Reifens, der Kontakt zur Straße hält.
Nur dort können Kräfte („Grip“ bzw. "Traktion") aufgebaut werden, so dass das Fahrzeug spurstabil geführt wird.
Im Gegensatz zum Pkw, der deutlich größere und zudem doppelt so viele Aufstandspunkte besitzt, ist es beim Motorrad ein kaum handtellergroßer Bereich am Vorder- und Hinterreifen, und beim Fahrrad ein fingergroßer Bereich. Moderne Reifentechnologie ermöglicht es, dass damit dennoch hohe Geschwindigkeiten erzielt werden können.

## Fläche, Radlast und Reifendruck
Die Größe der Aufstandsfläche eines Reifens hängt in erster Linie von der Radlast (z. B. durch das Fahrzeuggewicht) und vom Reifendruck ab, weil der Innendruck des Reifens den Großteil der Radlast trägt. Aber auch die Reifenbreite, der Reifendurchmesser und die Steifigkeit der Seitenwand spielen eine Rolle.
Mit der vereinfachten Annahme, dass kein Anteil der Radlast über die Reifenflanken an die Fahrbahn übertragen wird, muss die gesamte Radlast {\displaystyle F} vom Innendruck {\displaystyle p} über die Auflagefläche {\displaystyle A} verteilt und getragen werden:
{\displaystyle A={\frac {F}{p}}}

## Beispiele und Auswirkungen
Bei einem PKW, mit einer Masse von 1600 kg, 4 Rädern und einem Reifendruck von 2 bar, ergibt sich mit obiger Formel eine Fläche von 196 cm2 pro Reifen. Das ergibt einen mittleren Druck auf die Fahrbahn von 200 kPa.
Bei einem Fahrrad, mit einer Masse von 100 kg, 2 Rädern und einem Reifendruck von 3 bar, ergibt eine Fläche von 16,3 cm2 pro Reifen. Das ergibt einen mittleren Druck auf die Fahrbahn von 300 kPa.
Diese Annahme ist insbesondere bei Lastwagenreifen nicht gegeben. Bei viel dünnwandigeren Fahrradreifen trifft sie eher zu, aber nicht vollständig.
Auf weicher Unterlage befindet sich die Aufstandsfläche hauptsächlich im vorderen Teil des Reifens, ist dort aber breiter. Um die Tiefe des Versinkens in den Boden zu minimieren, kann die Aufstandsfläche durch Verringern des Reifendrucks vergrößert werden.
Einige Geländewagen besitzen automatische Systeme, die auf rutschigem Untergrund den Reifendruck verringern können, um eine größere Reifenaufstandsfläche zu bewirken. Wenn das Fahrzeug in weichem Sand oder dergleichen festgefahren ist, kann es helfen, Luft aus den Reifen der Antriebsachse(n) abzulassen, sofern das Fahrzeug durch die dann verringerte Bodenfreiheit nicht auf dem Untergrund aufsitzt. Bei den vorwiegend militärisch genutzten Radpanzern sind Reifendruckregelanlagen hingegen üblich.
Fahrradreifen fürs Gelände haben größere Aufstandsflächen als diejenigen für die Straße, was durch größere Breite und geringeren Reifendruck erreicht wird. Auch hier wird bei besonders weicher Unterlage (Schnee oder weicher Sand) der Reifendruck auf ein Minimum reduziert.